# Trần Nguyệt Nghi
Trần Nguyệt Nghi (chữ Hán: 陳月儀; 565-650) là một trong bốn Hoàng hậu không chính thống của Bắc Chu Tuyên Đế Vũ Văn Uân trong lịch sử Trung Quốc, bên cạnh Thiên Đại Hoàng hậu Chu Mãn Nguyệt, Thiên Tả Đại Hoàng hậu Nguyên Lạc Thượng và Thiên Hữu Hoàng hậu Uất Trì Sí Phồn.

## Tiểu sử
Trần Nguyệt Nghi là con gái thứ 8 của Trần San Đề (陳山提). Trần San Đề phục vụ dưới trướng của đại tướng Bắc Ngụy Nhĩ Chu Triệu. Sau khi Cao Hoan đánh bại gia tộc Nhĩ Chu thì chuyển sang phục vụ dưới trướng họ Cao. Ông tiếp tục làm tướng lĩnh dưới triều đại Bắc Tề. Đến khi Bắc Chu Vũ Đế tiêu diệt Bắc Tề năm 577, ông tiếp tục làm tướng lĩnh dưới triều Bắc Chu.
Mùa xuân năm 579, Trần Nguyệt Nghi được tuyển vào hậu cung Bắc Chu Tuyên Đế, một hoàng đế thất thường và hoang phí, được phong làm Đức phi (德妃). Một tháng sau, Tuyên Đế nhường ngôi cho Thái tử Vũ Văn Xiển, tức Bắc Chu Tĩnh Đế. Tuyên Đế xưng làm Thiên Nguyên Hoàng đế (天元皇帝), thay vì Thái thượng hoàng.
Mùa thu năm đó, trong một lần tùy hứng, Tuyên Đế sách lập thêm 3 vị hoàng hậu, trong đó có Trần Nguyệt Nghi, gọi là Thiên Tả Hoàng hậu (天左皇后). Đến mùa xuân năm 580 đổi thành Thiên Tả Đại hoàng hậu (天左大皇后). Sau đó, Tuyên Đế cưỡng hiếp Uất Trì Sí Phồn và muốn phong Hậu nên lần nữa cải hiệu Trần Nguyệt Nghi thành Thiên Trung Đại Hoàng hậu (天中大皇后) để chuyển phong hiệu "Thiên Tả Đại Hoàng hậu" cho Uất Trì Sí Phồn.
Tuy có nhiều Hoàng hậu nhưng chính thất của Tuyên Đế vẫn là Dương Lệ Hoa, con gái của Dương Kiên (sau là Tùy Văn Đế). Giữa các Hàng hậu, Trần Nguyệt Nghi rất thân thiết với Nguyên Lạc Thượng vì 2 người trạc tuổi, nhập cung cùng thời điểm và đều được Tuyên Đế sủng ái.

## Xuất gia tu hành
Mùa hè năm 580, Tuyên Đế đột nhiên lâm bệnh và băng hà. Phụ thân của Hoàng hậu Dương Lệ Hoa là Dương Kiên nhiếp chính. Trong vòng một năm, Dương Kiên đoạt lấy ngai vàng, chấm dứt triều Bắc Chu và thiết lập triều Tùy. Trần Nguyệt Nghi xuất gia tu hành với pháp hiệu Hoa Quang (華光) và tiếp tục sống rất thọ đến triều đại Đường Thái Tông (626-649).